# Zvonko Jazbec
Zvonko Jazbec (Youngstown, 7 settembre 1911 – 15 marzo 1970) è stato un calciatore jugoslavo, nato negli Stati Uniti d'America.